# Judô nos Jogos Pan-Americanos de 1967
As competições de judô nos Jogos Pan-Americanos de 1967 foram realizadas na Winnipeg, Canadá. Esta foi a segunda edição do esporte nos Jogos Pan-Americanos, tendo sido disputado apenas entre os homens.

## Medalhistas

### Masculino
| Evento           | Ouro                              | Prata                            | Bronze                                                                  |
| ---------------- | --------------------------------- | -------------------------------- | ----------------------------------------------------------------------- |
| Até 63 kg        | Akira Ono · Brasil                | Patrick Bolger · Canadá          | Larry Fukuhara · Estados Unidos · Luis Teodoro Gastón · Cuba            |
| Até 70 kg        | Takeshi Miura · Brasil            | Toshiyuki Seino · Estados Unidos | René Arredondo Cepeda · México · Ibrahim Torres Mayari · Cuba           |
| Até 80 kg        | Hayward Nishioka · Estados Unidos | Lhofei Shiozawa · Brasil         | Gordon Buttle · Canadá · Gabriel Goldschmied · México                   |
| Até 93 kg        | Michael Johnson · Canadá          | Rodolfo Pérez · Argentina        | William Paul · Estados Unidos · Rolando Sánchez Meléndez · Cuba         |
| Mais de 93 kg    | Allen Coage · Estados Unidos      | Doug Rogers · Canadá             | José Luis Turletto · Argentina · Euladio Nicolaas · Antilhas Holandesas |
| Categoria aberta | Doug Rogers · Canadá              | James Westbrook · Estados Unidos | Humberto Medina González · Cuba · Georges Mehdi · Brasil                |

## Quadro de medalhas
| Posição | Nação                     |   |   |    | Total |
| ------- | ------------------------- | - | - | -- | ----- |
| 1       | USA Estados Unidos        | 2 | 2 | 2  | 6     |
| 2       | CAN Canadá                | 2 | 2 | 1  | 5     |
| 3       | BRA Brasil                | 2 | 1 | 1  | 4     |
| 4       | ARG Argentina             | 0 | 1 | 1  | 2     |
| 5       | CUB Cuba                  | 0 | 0 | 4  | 4     |
| 6       | MEX México                | 0 | 0 | 2  | 2     |
| 7       | AHO Antilhas Neerlandesas | 0 | 0 | 1  | 1     |
| Total   | Total                     | 6 | 6 | 12 | 24    |